# GW Erco Shimano
GW Erco Sidermec is een Italiaanse wielerploeg. De ploeg werd in het jaar 1996 opgericht als afsplitsing van ZG Mobili-Selle Italia. De ploeg fuseerde met het Colombiaanse Gaseosas Glacial. De ploeg bestaat voornamelijk uit jonge, vaak Zuid-Amerikaanse en Italiaanse renners.
De ploeg wordt gesponsord door speelgoedfabrikant Androni en Sidermec, een bedrijf dat tin verwerkt. De ploeg rijdt op fietsen van het Italiaanse merk Bottecchia. Eerder reed het team op fietsen van onder andere Bianchi (2011-2014) en Kuota (2015-2016).
2009 was een succesvol seizoen van het team. Onder ploegleiders Gianni Savio en Marco Bellini won Davide Rebellin de Waalse Pijl, en Michele Scarponi een rit en het eindklassement van Tirreno-Adriatico. Scarponi won verder twee etappes in de Ronde van Italië en Leonardo Bertagnolli een.

## Renners
N.B. voor 1996-2016 en 2021 zie de jaarartikelen.

### Overwinningen 2017-2021
N.B. voor 1996-2016 en 2021 zie de jaarartikelen.
| 2017 1e etappe Ronde van Táchira: Raffaello Bonusi 3e etappe Ronde van de Provence: Mattia Cattaneo 7e etappe Ronde van Bretagne: Andrea Vendrame 1e etappe Ronde van de Jura: Mattia Frapporti 1e etappe Ronde van Bihor: Matteo Malucelli 3e etappe Ronde van Bihor: Matteo Malucelli 2e etappe deel A Ronde van Bihor: Rodolfo Torres Eindklassement Ronde van Bihor: Rodolfo Torres 2e etappe Ronde van Slowakije: Matteo Malucelli 2e etappe Ronde van Savoie: Egan Bernal 4e etappe (ITT) Ronde van Savoie: Egan Bernal Eindklassement Ronde van Savoie: Egan Bernal | Proloog Sibiu Cycling Tour: Andrea Palini 2e etappe Sibiu Cycling Tour: Egan Bernal 3e etappe Sibiu Cycling Tour: Egan Bernal Eindklassement Sibiu Cycling Tour: Egan Bernal 7e etappe Ronde van de Toekomst: Egan Bernal 8e etappe Ronde van de Toekomst: Egan Bernal Eindklassement Ronde van de Toekomst: Egan Bernal 1e etappe Ronde van China I: Luca Pacioni 5e etappe Ronde van China I: Marco Benfatto 1e etappe Ronde van China II: Kevin Rivera 3e etappe Ronde van China II: Marco Benfatto 4e etappe Ronde van China II: Marco Benfatto Eindklassement Ronde van China II: Kevin Rivera |

| 2018 1e etappe Ronde van Táchira: Matteo Malucelli 3e etappe Ronde van Táchira: Matteo Malucelli 4e etappe Ronde van Táchira: Iván Sosa 7e etappe Ronde van Táchira: Kevin Rivera 7e etappe Ronde van Langkawi: Manuel Belletti 2e etappe Ronde van Bretagne: Matteo Malucelli 2e etappe Ronde van Aragon: Matteo Malucelli 1e etappe Ronde van Bihor: Matteo Malucelli 2e etappe deel A Ronde van Bihor: Iván Sosa Eindklassement Ronde van Bihor: Iván Sosa 3e etappe Adriatica Ionica Race: Iván Sosa Eindklassement Adriatica Ionica Race: Iván Sosa 1e etappe Ronde van Venezuela: Matteo Malucelli 4e etappe Ronde van Venezuela: Marco Benfatto 5e etappe (ITT) Ronde van Venezuela: Matteo Spreafico Eindklassement Ronde van Venezuela: Matteo Spreafico Proloog Sibiu Cycling Tour: Davide Ballerini 1e etappe Sibiu Cycling Tour: Iván Sosa | Eindklassement Sibiu Cycling Tour: Iván Sosa 1e etappe Ronde van Burgos: Francesco Gavazzi 5e etappe Ronde van Burgos: Iván Sosa Eindklassement Ronde van Burgos: Iván Sosa 1e etappe Ronde van Hongarije: Manuel Belletti Eindklassement Ronde van Hongarije: Manuel Belletti 7e etappe Ronde van de Toekomst: Iván Sosa 1e etappe Ronde van China I: Matteo Malucelli 3e etappe Ronde van China I: Marco Benfatto 5e etappe Ronde van China I: Marco Benfatto 3e etappe Ronde van China II: Seid Lizde Memorial Marco Pantani: Davide Ballerini Trofeo Matteotti: Davide Ballerini 3e etappe Ronde van Hainan: Manuel Belletti 5e etappe Ronde van Hainan: Manuel Belletti 7e etappe Ronde van Hainan: Marco Benfatto 7e etappe Ronde van Hainan: Fausto Masnada Eindklassement Ronde van Hainan: Fausto Masnada |

| 2019 1e etappe Ronde van Táchira: Marco Benfatto 8e etappe Ronde van Táchira: Miguel Flórez 2e etappe Ronde van Sicilië: Manuel Belletti 5e etappe Ronde van Langkawi: Matteo Pelucchi 6e etappe Ronde van Langkawi: Matteo Pelucchi 8e etappe Ronde van Langkawi: Marco Benfatto 4e etappe Ronde van de Sarthe: Andrea Vendrame Tro Bro Léon: Andrea Vendrame 3e etappe Ronde van de Alpen: Fausto Masnada 5e etappe Ronde van de Alpen: Fausto Masnada 1e etappe Ronde van Bretagne: Manuel Belletti Ronde van de Apennijnen: Mattia Cattaneo 6e etappe Ronde van Italië: Fausto Masnada 3e etappe Ronde van Aragón: Matteo Pelucchi 2e etappe deel B Ronde van Bihor: Daniel Muñoz Eindklassement Ronde van Bihor: Daniel Muñoz | 1e etappe Ronde van Hongarije: Manuel Belletti 2e etappe Sibiu Cycling Tour: Kevin Rivera Eindklassement Sibiu Cycling Tour: Kevin Rivera 4e etappe Ronde van de Limousin: Francesco Gavazzi 3e etappe Ronde van Poitou-Charentes: Matteo Pelucchi 1e etappe Ronde van China I: Marco Benfatto 5e etappe Ronde van China I: Marco Benfatto 1e etappe Ronde van China II: Marco Benfatto 2e etappe Ronde van China II: Marco Benfatto 3e etappe Ronde van China II: Kevin Rivera Ruota d'Oro: Nicola Venchiarutti 1e etappe Ronde van het Taihu-meer: Marco Benfatto 2e etappe Ronde van het Taihu-meer: Matteo Pelucchi 4e etappe Ronde van het Taihu-meer: Matteo Pelucchi 6e etappe Ronde van het Taihu-meer: Marco Benfatto |

| 2020 1e etappe Ronde van Táchira: Luca Pacioni 3e etappe Ronde van Táchira: Jhonatan Restrepo 5e etappe Ronde van Táchira: Jhonatan Restrepo 6e etappe (ITT) Ronde van Táchira: Kevin Rivera 7e etappe Ronde van Táchira: Kevin Rivera 5e etappe Ronde van San Juan: Miguel Flórez | 4e etappe Ronde van Langkawi: Kevin Rivera 3e etappe Ronde van Rwanda: Jhonatan Restrepo 5e etappe Ronde van Rwanda: Jhonatan Restrepo 6e etappe Ronde van Rwanda: Jhonatan Restrepo 7e etappe (ITT) Ronde van Rwanda: Jhonatan Restrepo Ploegenklassement Ronde van Rwanda: Gavazzi, Grabburo, Muñoz, Restrepo, Ravanelli |

### Nationale kampioenschappen
2019: Kroatisch kampioen, tijdrit: Josip Rumac
2019: Kroatisch kampioen, wegwedstrijd: Josip Rumac

## Grote rondes
| Ronde van Italië | Ronde van Italië                      | Ronde van Italië                                                  |
| Jaar             | Hoogste klassering                    | Etappewinst                                                       |
| ---------------- | ------------------------------------- | ----------------------------------------------------------------- |
| 1996             | 24e Nélson Rodríguez                  |                                                                   |
| 1997             | 50e Álvaro Lozano                     |                                                                   |
| 2000             | 6e Hernán Buenahora                   |                                                                   |
| 2001             | 8e Carlos Contreras Freddy González   | 14e Carlos Contreras                                              |
| 2002             | 27e Hernán Darío Muñoz                |                                                                   |
| 2003             | 35e Freddy González Freddy González   |                                                                   |
| 2004             | 35e Raffaele Illiano Raffaele Illiano |                                                                   |
| 2005             | 3e José Rujano José Rujano            | 13e Iván Parra 14e Iván Parra 19e José Rujano                     |
| 2006             | 31e José Serpa                        |                                                                   |
| 2008             | 10e Gilberto Simoni                   | 11e Alessandro Bertolini                                          |
| 2009             | 13e José Serpa                        | 6e Michele Scarponi 15e Leonardo Bertagnolli 18e Michele Scarponi |
| 2010             | 4e Michele Scarponi                   | 19e Michele Scarponi                                              |
| 2011             | 7e José Rujano                        | 3e Ángel Vicioso 13e José Rujano                                  |
| 2012             | 45e Emanuele Sella                    | 6e Miguel Ángel Rubiano 11e Roberto Ferrari                       |
| 2013             | 11e Franco Pellizotti                 |                                                                   |
| 2014             | 12e Franco Pellizotti                 |                                                                   |
| 2015             | 24e Franco Pellizotti                 |                                                                   |
| 2018             | 26e Fausto Masnada Davide Ballerini   |                                                                   |
| 2019             | 20e Fausto Masnada                    | 6e Fausto Masnada                                                 |
| 2020             | 71e Simon Pellaud                     |                                                                   |
| 2021             | 47e Eduardo Sepúlveda                 |                                                                   |
| 2022             | 76e Eduardo Sepúlveda                 |                                                                   |

1996 · 1997 · 1998 · 1999 · 2000 · 2001 · 2002 · 2003 · 2004 · 2005 · 2006 · 2007 · 2008 · 2009 · 2010 · 2011 · 2012 · 2013 · 2014 · 2015 · 2016 · 2017 · 2018 · 2019 · 2020 · 2021 · 2022